# Aise Johan de Jong
Aise Johan de Jong (Bruges, 30 de janeiro de 1966) é um matemático neerlandês nascido na Bélgica.
É atualmente professor de matemática na Universidade Columbia. Sua área de pesquisa inclui a geometria algébrica.
De Jong frequentou a escola em Haia, com mestrado na Universidade de Leiden, e obteve um doutorado na Universidade Radboud de Nijmegen em 1992, orientado por Frans Oort e Joseph Steenbrink.
Recebeu o prêmio Cole de 2000, por seu trabalho sobre singularidade.

## Obras selecionadas
- De Jong, A. J. (1996). «Smoothness, semi-stability and alterations». Publications Mathématiques de l'IHÉS. 83: 51–93